# طور البروت (طور الباحة)

تعديل مصدري - تعديل

طـورالبـروت هي إحدى قرى عزلة طور الباحة بمديرية طور الباحة التابعة لمحافظة لحج، بلغ تعداد سكانها 8 نسمة حسب تعداد اليمن لعام 2004.